# Skanderbeg
Gerge Kastrioti (Gjergj Kastrioti) (n. 6 mai 1405, Sinë⁠(d), Regiunea Dibër, Albania – d. 17 ianuarie 1468, Lezha, Regiunea Lezhë, Albania), cunoscut mai ales sub numele de Skanderbeg, este cea mai proeminentă figură a istoriei Albaniei și, totodată, eroul național al acestei țări și al poporului albanez. 
Skanderbeg era membru al familiei nobiliare Kastrioti, părinții lui fiind prințesa Voisava (de origine sârbă, membră a dinastiei Brancovici) și nobilul Gjon Kastrioti. Crescut la curtea otomană a lui Murad al II-lea, Skanderbeg dezertează de pe câmpul de luptă de la Varna, în 1444, și falsificând documente de liberă trecere  ajunge în Albania la cetatea Croja. Măcelărind garnizoana de aici și ocupând și alte cetăți, Skanderbeg declanșează lupta de eliberare a poporului albanez de sub dominația otomană. Profitând de avantajele oferite de relieful muntos, albanezii surprind în ambuscade mai multe armate otomane. Sultanul însuși învins și hărțuit de albanezi oferă o pace condiționată, pe care Skanderbeg o respinge (1450). Ocupat cu preparativele de cucerire a Constantinopolului, Mahomed al II-lea nu mai trimite armata, dar în 1463 sultanul îl trimite pe marele demnitar albanez, fost ienicer, Balaban Badera, pentru a pacifica regiunea. Acesta va fi învins de două ori. Albanezii obțin o a treia victorie la Tirana, pe râul Argilata. Campania în fruntea căreia se află însuși sultanul, din 1465, va fi hotărâtoare, turcii recucerind în doi ani toate cetățile pierdute (exceptând Croja).